# Jacob Ifan
Jacob Ifan Prytherch (* 28. April 1993 in Cardiff, Wales) ist ein britischer Schauspieler.

## Leben
Jacob Ifan am 28. April 1993 in Cardiff geboren. Der Schauspieler Tom Rhys Harries ist sein Cousin. 2015 machte er seinen Abschluss am Royal Welsh College of Music & Drama. Danach erhielt er die Hauptrolle des Jake Vickers in der BBC-Miniserie Cuffs. Im Folgejahr war er als Episodendarsteller in einer Episode der Fernsehserie Inspector Mathias – Mord in Wales zu sehen.
Von 2017 bis 2020 stellte er die Rolle des Sam Jenkins in 14 Episoden der Fernsehserie Bang dar. Außerdem spielte er 2018 im Kurzfilm The Power of One Coin mit und war in der Nebenrolle des David Rosenwald im Film Ich werde dich finden und in einer Episode der Fernsehserie The Accident zu sehen. Von 2019 bis 2022 verkörperte er in der Fernsehserie A Discovery of Witches die wiederkehrende Rolle des Benjamin Fuchs. Weitere wiederkehrende Rollen erhielt er in den Folgejahren in The Pact und Pren ar y Bryn. Seit 2022 spielt er die Rolle des Pat Riley in der Fernsehserie SAS: Rogue Heroes.

## Filmografie (Auswahl)
- 2015: Cuffs (Miniserie, 8 Episoden)
- 2016: Inspector Mathias – Mord in Wales (Y Gwyll, Fernsehserie, Episode 3x01)
- 2017–2020: Bang (Fernsehserie, 14 Episoden)
- 2018: The Power of One Coin (Kurzfilm)
- 2019: Ich werde dich finden (Music, War and Love)
- 2019: The Accident (Fernsehserie, Episode 1x01)
- 2019–2022: A Discovery of Witches (Fernsehserie, 9 Episoden)
- 2022: The Pact (Fernsehserie, 6 Episoden)
- seit 2022: SAS: Rogue Heroes (Fernsehserie)
- 2023: Pren ar y Bryn (Fernsehserie, 4 Episoden)